# Urbain de Maillé

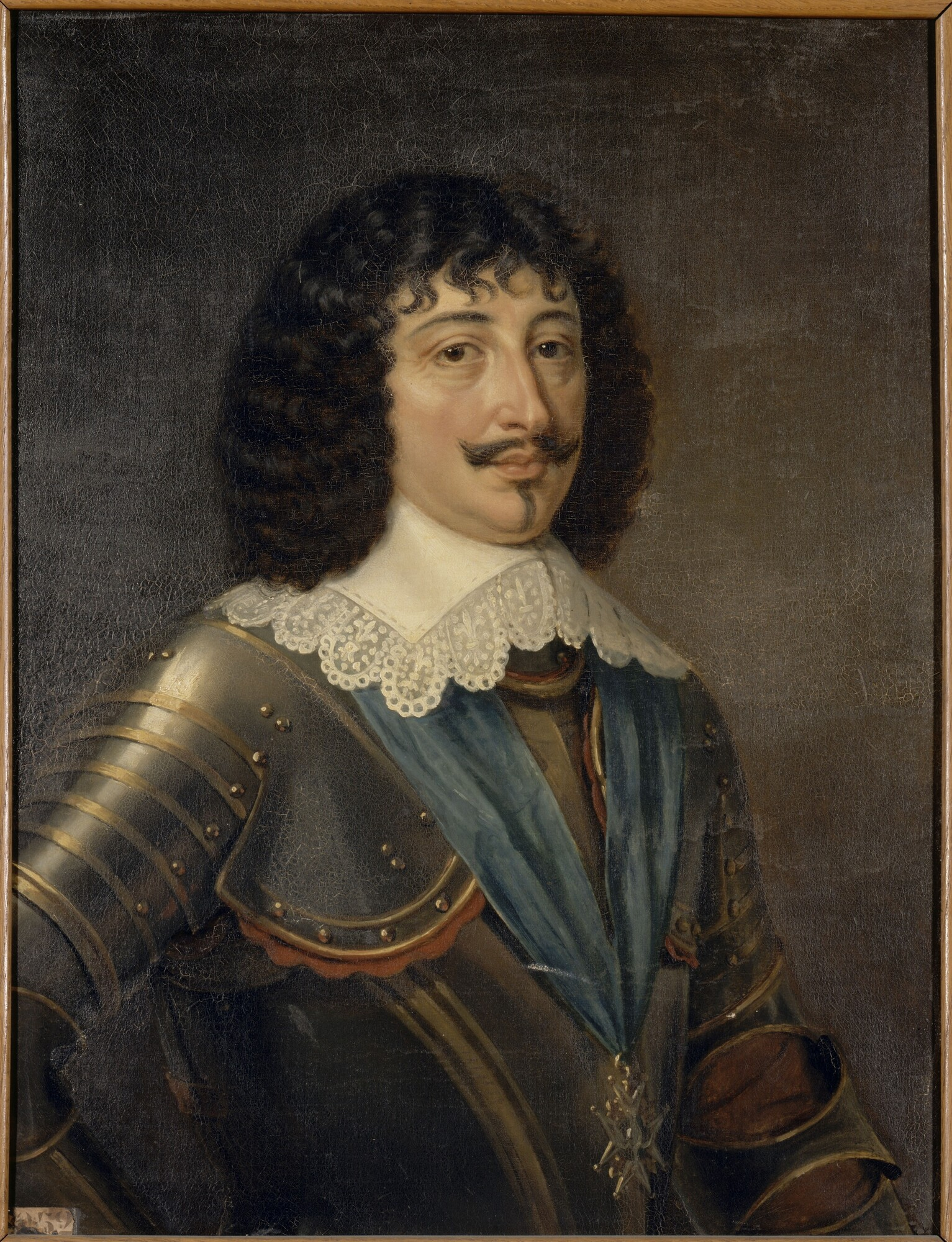
Urbain de Maillé, marquis de Brézé, maréchal de France, Porträt von Jérôme-Martin Langlois, Musée national du Château de Fontainebleau

Urbain de Maillé (* 30. März 1598 in Brézé; † 13. Februar 1650 in Milly-le-Meugon), Marquis de Brézé, war ein französischer Adliger, Militär und Diplomat; 1632 wurde er – als Schwager des Kardinals Richelieu – zum Marschall von Frankreich (Maréchal de Maillé) ernannt; 1641 wurde er der Schwiegervater des Louis II. de Bourbon, genannt le Grand Condé.
Er war Baron von Saumoussay, Saugré, La Crellouère, Seigneur der Châtellenien La Bouchardière, La Varenne, Créant, Semeur etc.

## Leben
Urbain de Maillé war der Sohn von Charles de Maillé, Seigneur de Brézé et de Milly († vor 30. Dezember 1611 oder 1615), und Jacqueline de Thévalle († nach 9. Dezember 1621 oder 1633). Im Februar 1615 erreichte seine Mutter durch eine hohe Summe die Erhebung des Familienbesitzes Brézé zum Marquisat. Am 25. November 1617 heiratete er Nicole du Plessis-Richelieu (* 1587/89; † 30. August 1635), die jüngere Schwester des (ab 1622) Kardinals Richelieu, Tochter von François du Plessis de Richelieu und Suzanne de La Porte, der Schwester von Amador de La Porte, was ihm spätestens nach dem Aufstieg Richelieus zur bestimmende politische Figur in der französischen Politik enormen Reichtum einbrachte.
1617 war er Kapitän der Chevaulegers. Am 25. September 1620 wurde er Kapitän der Gardes du Corps der Königinmutter Maria de’ Medici, am 28. April 1626 Gouverneur von Saumur, dieses Amt behielt er bis zu seinem Tod. Am 18. September 1627 wurde er zum Mestre de camp ernannt, am 20. September 1627 – nach dem Tod des Marquis de Mauny – Kapitän der 3. Compagnie française der Gardes du Corps du Roi und bekam gleichzeitig den Auftrag, ein Infanterieregiment unter seinem Namen aufzustellen, mit dem er dann an der Belagerung von La Rochelle teil. 1628, nach dem Ende der Belagerung, wurde das Regiment wieder aufgelöst.
Er folgte der königlichen Armee in die Schlacht am Pass von Susa (6. März 1629), die fünf Tage später zu den Verträgen von Susa führte. Es folgten im Languedoc die Belagerung von Privas und die Belagerung von Alès, mit der Ludwig XIII. die Unterwerfung der Hugenotten erreichte (Gnadenedikt von Alès von 28. Juni 1629). Am 26. Dezember 1629 wurde er zum Conseiller d’État ernannt.
Er kämpfte in der Schlacht bei Carignano (6. August 1630). Am 11. September 1630 wurde er Maréchal de camp. Später nahm er an der Befreiung von Casale (26. Oktober 1630) teil.
Ludwig XIII. vertraute ihm am 5. Januar 1632 ein diplomatische Mission als außerordentlicher Botschafter in Schweden an, am 1. September kämpfte er bei Castelnaudary. Am 28. Oktober wurde er zum Marschall von Frankreich und zum Gouverneur von Calais ernannt. Im November trat er als Kommandeur der Leibgarde zurück. Am 14. Mai 1633 wurde er zum Ritter im Orden vom Heiligen Geist ernannt.
Am 26. September 1634 wurde er beauftragt, sein Infanterieregiment wieder aufzustellen, am 12. Oktober erhielt er gemeinsam mit Marschall La Force das Kommando über die Deutschlandarmee, mit der er der kaiserlichen Armee Heidelberg (23. Dezember 1634) abnahm und anschließend Speyer belagerte, das am 21. März 1635 kapitulierte.
Er erhielt am 15. April 1635 gemeinsam mit Marschall Châtillon das Kommando über die Armee in Flandern, dann in Holland, mit der ihm am 20. Mai 1635 der Sieg von Les Avins über die Spanier gelang, wobei der Gegner 4900 Männer verlor, davon 900 durch Gefangenschaft. Im August kommandierte er die Armee alleine, den Winter verbrachte er Winter in Holland als außerordentlicher Gesandter in der Republik der Sieben Vereinigten Provinzen.
Nach seiner Rückkehr von der Gesandtschaft schickte Richelieu ihn nach Saumur, wo er bis zum Juli 1636 blieb. Am 4. des Monats wurde ihm gemeinsam mit Marschall Chaulnes, am 7. Juli dann unter dem Oberbefehl des Comte de Soissons das Kommando über die Picardiearmee anvertraut, am 1. August dann das Kommando über die Hollandarmee (wieder gemeinsam mit Marschal lChâtillon), die aber alle nicht zu militärischen Aktionen führten.
Am 19. September 1636 übertrug man ihm nach der Demission des Kardinals La Valette die Aufgabe des Generalgouverneurs von Anjou und insbesondere von Stadt und Schloss Angers, woraufhin er das Gouvernement von Calais abgab. 1637 war er nicht im Militärdienst.
Am 26. April 1638 wurde er zum Kommandeur an der Grenze zu Luxemburg ernannt, gab die Aufgabe allerdings an einen Maréchal de camp ab, ohne den König oder den Kardinal um Urlaub zu bitten, und zog sich auf seine Güter im Anjou zurück: er hatte erfahren, dass die Marschälle La Force und Châtillon mit ihm gemeinsam das Kommando hatten, das er jedoch alleine ausüben wollte.
Am 26. April 1641 wurde er zum Kommandeur der Roussillonarmee unter dem Prince de Condé ernannt (der seit Februar sein Schwiegersohn war), am 1. Juli 1641 zum Kommandeur der Champagnearmee unter Châtillon, trat er seine Aufgabe aber erst nach der Niederlage bei La Marfée am 6. Juli an. Am 1. August wurde er zur Picardiearmee versetzt, die er gemeinsam mit Marschall La Meilleraye kommandieren sollte. Es gelang ihm alleine, Lens in drei Tagen zu besetzen und sie Spanier zu zwingen, ihre Verschanzungen vor Aire aufzugeben. Nach der Vereinigung der beiden Armeekorps verwüsteten Maillé und La Meilleraye die Vororte von Lille und die Region, belagerten dann Bapaume, das am 18. September erobert wurde.
Am 26. September 1641 kämpfte er in Katalonien und wurde, nachdem es von Frankreich unterworfen worden war, am 17. Oktober 1641 zum Vizekönig ernannt. Er kam im November 1641 ins Land und musste sich am 20. Dezember bei Collioure spanischem Militär stellen, ohne eine Entscheidung zu erreichen. Danach marschierte er auf Perpignan zu, besiegt ein feindliches Korps von 1500 Männern und nahm ihnen 250 Pferde ab, wurde aber bald vom Marqués de Torracusa gestellt, dem es gelang, die französische Kavallerie zu schlagen und danach Perpignan mit Nachschub zu versorgen. Maillé gab sein ursprüngliches Ziel auf und wandte sich gegen Sainte-Marie-la-Mer, konnte aus Mangel an Mitteln den Kampf jedoch nicht fortsetzen und trat im Juni 1642 vom Amt des Vizekönigs zurück.
Nach Richelieus Tod im Dezember 1642 verlor er die meisten seine Ämter. Er entließ sein Regiment 1645, demissionierte im September 1649 vom Amt des Gouverneurs von Anjou und zog sich endgültig auf sein Schloss in Milly-le-Meugon zurück, wo er am 13. Februar 1650 in seinem 53. Lebensjahr starb.

## Ehe und Familie
Am 25. November 1617 heiratete er Nicole du Plessis-Richelieu (* 1587/89; † 30. August 1635), Schwester der Kardinals Richelieu, Tochter von François du Plessis de Richelieu und Suzanne de La Porte, Schwester von Amador de La Porte. Ihre Kinder waren:
- Armand Jean de Maillé (* 18. Oktober 1619 in Milly-le-Meugon; X 14. Juni 1646 in der Schlacht bei Orbetello), Marquis de Brézé, Marquis de Granville, Duc de Brézé, Duc-Pair de Fronsac et de Caumont Grand-maître, Chef et Surintendant de la Navigation et du Commerce
- Claire-Clémence de Maillé (* 23. oder 25. Februar 1628 in Brézé; † 16. April 1694 in Châteauroux), Duchesse de Fronsac et de Caumont, Marquis de Brézé etc.; ⚭ 9. Februar (Milly) und 11. Februar 1641 (Paris) Louis II. de Bourbon, prince de Condé (* 8. September 1621 in Paris; † 11. Dezember 1686 in Fontainebleau), 1646 Duc d’Enghien, Duc de Bourbon et de Montmorency, 4.Prince de Condé